# September 1989
Portal Geschichte | Portal Biografien | Aktuelle Ereignisse | Jahreskalender | Tagesartikel

◄ |
19. Jahrhundert |
20. Jahrhundert
| 21. Jahrhundert

◄ |
1950er |
1960er |
1970er |
1980er
| 1990er | 2000er | 2010er | ►

◄ |
1985 |
1986 |
1987 |
1988 |
1989
| 1990 | 1991 | 1992 | 1993 | ►

◄ |
Juni 1989 |
Juli 1989 |
August 1989 |
September 1989 |
Oktober 1989 |
November 1989 |
Dezember 1989 |
►
Dieser Artikel behandelt aktuelle Nachrichten und Ereignisse im September 1989.

## Tagesgeschehen

### Freitag, 1. September 1989

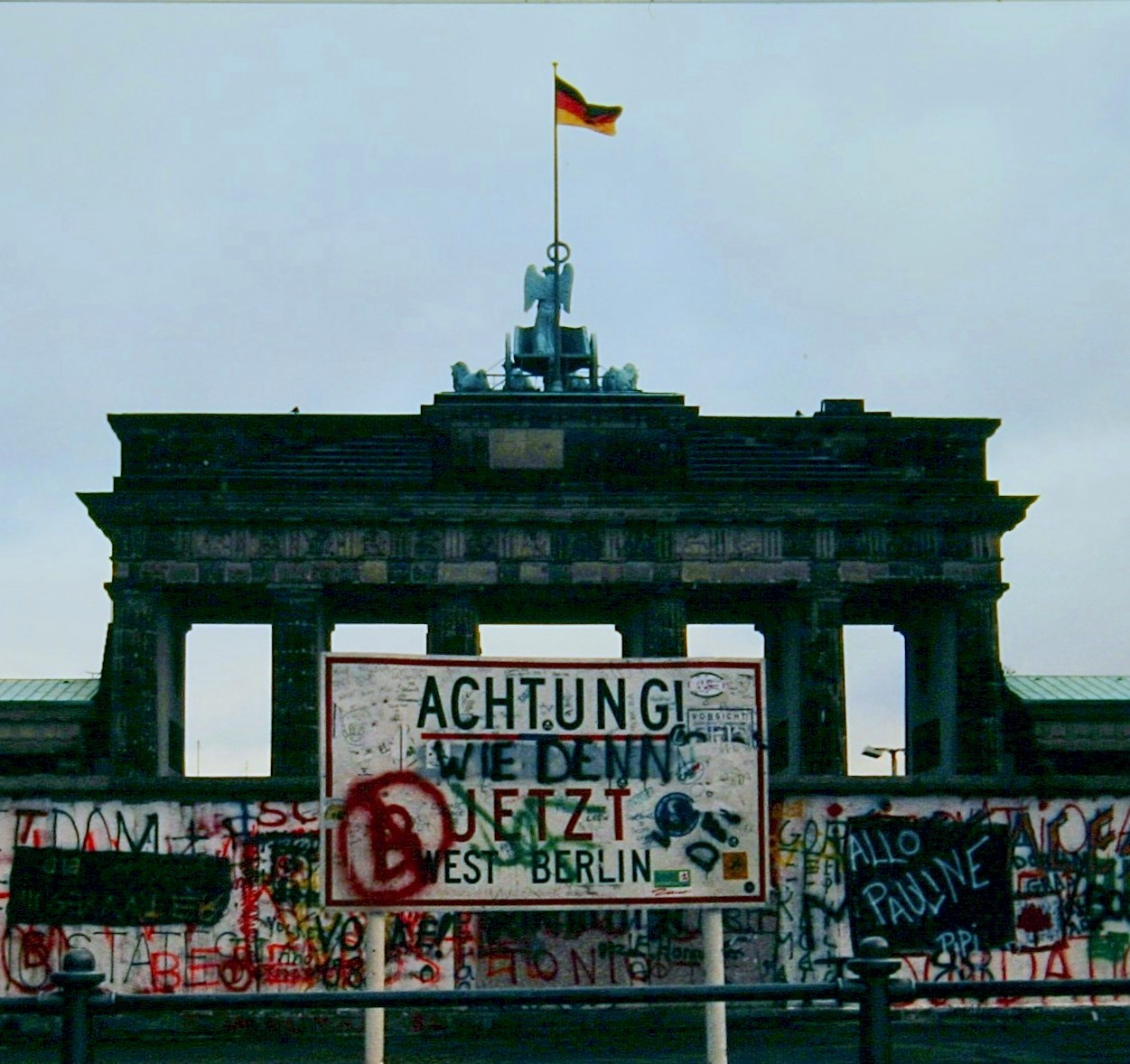
Brandenburger Tor, Berliner Mauer

- Berlin/Deutschland: Der Schriftsteller Ronald Schernikau siedelt von West- nach Ost-Berlin über. In der Bundesrepublik schrieb er, die Berliner Mauer sei das schönste Bauwerk Europas. Umgehend empfahl ihm der DDR-Schriftsteller Peter Hacks den Umzug in die DDR, denn dieses Bauwerk stelle „auf entsetzliche Weise“ die „Fragen des Jahrhunderts“.[1]
- Berlin/Deutschland: Im Zweiten Programm des Fernsehens der DDR startet die erste Unterhaltungssendung des Landes, die auf die Zielgruppe der 16- bis 20-Jährigen zugeschnitten ist. Sie trägt den Namen Elf 99 und wird live übertragen.[2]
- Münster/Deutschland: Mitglieder der Terrororganisation Provisorische irisch-republikanische Armee verüben den zweiten Anschlag auf die Britische Rheinarmee in Deutschland in diesem Jahr. Während am 2. Juli ein Korporal der Streitkräfte des Vereinigten Königreichs durch eine Autobombe getötet wurde, zieht die heutige Attacke keine Todesopfer nach sich. Zwei Soldaten überleben schwerverletzt.[3]

### Samstag, 2. September 1989
- Hannover/Deutschland: Die Fraktion der CDU im niedersächsischen Landtag schließt Kurt Vajen aus. Damit verliert die Landesregierung von Ministerpräsident Ernst Albrecht ihre Stimmenmehrheit im Parlament.[4]
- Ostsee: Dem 24-jährigen Mario Wächtler gelingt schwimmend die Flucht aus der Deutschen Demokratischen Republik in die Bundesrepublik Deutschland. Er stieg in der Wohlenberger Wiek ins Wasser der Mecklenburger Bucht und wird von einem Fährschiff unter schwedischer Flagge aufgegriffen, wodurch er den sich nahenden Grenztruppen der DDR entkommt.[5]

### Sonntag, 3. September 1989
- Havanna/Kuba: Ein Flugzeug vom Typ Iljuschin Il-62 der Fluggesellschaft Cubana de Aviación stürzt unmittelbar nach dem Start in ein Wohngebiet des Stadtteils Boyeros. Das Unglück führt zum Tod von 125 Insassen und von 20 Menschen in dem Wohnviertel. Weitere fünf Personen erleiden tödliche Verletzungen.[6]

### Montag, 4. September 1989
- Leipzig/Deutschland: Etwa 1.200 Menschen demonstrieren im Nikolaikirchhof ohne die Genehmigung staatlicher Stellen und erstmals unter dem Motto „Montagsdemo“ für Reisefreiheit und Menschenrechte. Anlässlich der Herbstmesse angereiste Journalisten aus dem westlichen Ausland filmen das Geschehen. Die Initiatorinnen Katrin Hattenhauer und Gesine Oltmanns tragen ein Plakat mit der Aufschrift: „Für ein offenes Land mit freien Menschen.“ In Zivil gekleidete Beamte des Ministeriums für Staatssicherheit (Stasi) wollen die Versammlung gewaltsam auflösen. Die Demonstranten rufen nun: „Stasi raus!“ Die Friedliche Revolution beginnt.[7]
- Belgrad/Jugoslawien: Als Antwort auf die G7, den Zusammenschluss von sieben großen Industrienationen, gründet die Bewegung der Blockfreien Staaten die G15. Die Länder hoffen, somit mehr Gewicht bei der Ausgestaltung internationaler Abkommen zu erhalten, z. B. innerhalb der seit 1944 angedachten Welthandelsorganisation oder gegenüber den Europäischen Gemeinschaften.[8]

### Mittwoch, 6. September 1989
- Den Haag/Niederlande: Nach dem informellen Bruch der Regierung aus Christlich-Demokratischem Aufruf (CDA) und der Volkspartei für Freiheit und Demokratie (VVD) auf Betreiben des Ministerpräsidenten Ruud Lubbers (CDA) findet in den Niederlanden eine vorgezogene Neuwahl zur Abgeordnetenkammer des Parlaments statt. Die CDA erreicht rund 35,3 % der Stimmen, die Partei der Arbeit knapp 32 % und die VVD fällt auf unter 15 %.[9]

### Freitag, 8. September 1989
- New York/Vereinigte Staaten: Nach Angaben der Nachrichtenagentur Associated Press setzte der Diktator des Irak Saddam Hussein einen Preis von umgerechnet 1,5 Millionen US-Dollar für denjenigen Iraker aus, der erklären kann, wie die Hängenden Gärten der Semiramis bewässert wurden. In der Antike beschrieben hellenische Autoren eine aufwändige Gartenanlage, die vermutlich in der Stadt Babylon am Fluss Euphrat lag, doch alle Versuche, deren tatsächlichen Standort zu lokalisieren oder ihre Funktionsweise zu beschreiben, endeten bisher ohne Ergebnis.[10]

### Samstag, 9. September 1989
- New York/Vereinigte Staaten: Die deutsche Tennisspielerin Steffi Graf gewinnt das Finale im Dameneinzel der US Open 1989 in drei Sätzen gegen die Amerikanerin Martina Navratilova und verteidigt damit erfolgreich ihren Titel aus dem Vorjahr.[11][12]

### Sonntag, 10. September 1989
- Budapest/Ungarn: Außenminister Gyula Horn erklärt im nationalen Fernsehen, dass die Grenze der Volksrepublik Ungarn zu Österreich für Bürger der DDR ab dem 11. September frei von Formalitäten passierbar sein werde. Das Verfahren ermöglicht DDR-Bürgern erstmals seit Beginn des Kalten Kriegs einen legalen Weg der Auswanderung in die westliche Welt, welcher nicht vom Ausgang eines Ausreiseantrags bei DDR-Behörden abhängt.[13]
- Galați/Rumänien: Auf der Donau stößt der Schubverband Petar Karaminchev mit dem Passagierschiff Mogoșoaia zusammen. Mehr als 200 Personen sterben, als die Mogoșoaia innerhalb weniger Minuten sinkt.[14]
- New York/Vereinigte Staaten: Der deutsche Tennisspieler Boris Becker gewinnt bei den US Open 1989 das Finale im Herreneinzel gegen den Tschechoslowaken Ivan Lendl in vier Sätzen.[15]

### Dienstag, 12. September 1989
- Berlin/Deutschland: Ibrahim Böhme, Martin Gutzelt, Markus Meckel und Arndt Noack rufen die Bevölkerung der DDR auf, eine „sozialdemokratische Partei“ zu gründen. Die Formulierung ist brisant, weil sich die regierende Sozialistische Einheitspartei Deutschlands als Avantgarde der „Arbeiterklasse“ begreift und die Existenz der DDR den bereits errungenen „Sieg der Arbeiterklasse“ beweise. In dem Staat gab es noch nie eine Partei-Neugründung.[16]
- Prag/Tschechoslowakei: Die Rechtsanwälte Wolfgang Vogel und Gregor Gysi aus der DDR versichern den Besetzern des Botschaftsgeländes der Bundesrepublik Deutschland, die zur Flucht in die Bundesrepublik entschlossen sind, für die Abkehr von ihren Fluchtplänen den Erhalt des Arbeitsplatzes sowie Straffreiheit und garantieren ihnen die spätere ständige Ausreise aus der DDR.[17]

### Freitag, 15. September 1989

Massimo Troisi

- Venedig/Italien: Bei den 46. Internationalen Filmfestspielen von Venedig wird der Film Eine Stadt der Traurigkeit des Taiwaner Regisseurs Hou Hsiao-Hsien mit dem Leone d’Oro prämiert. Die Coppa Volpi für die beste darstellerische Leistung in einer männlichen Rolle teilen sich Marcello Mastroianni und Massimo Troisi.[18]

### Sonntag, 17. September 1989

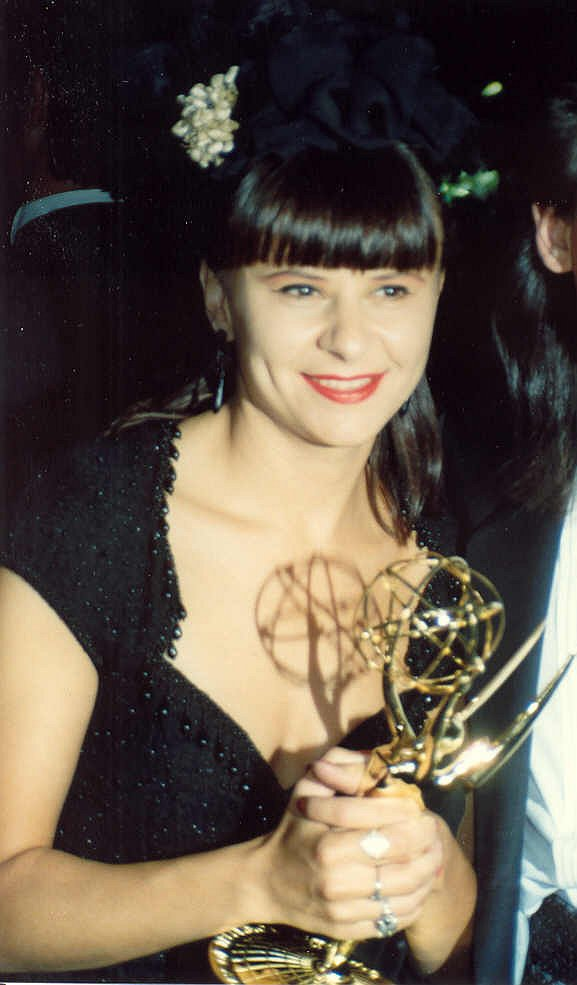
Tracey Ullman mit der Emmy-Trophäe

- Pasadena/Vereinigte Staaten: Bei der Verleihung des Fernsehpreises Emmy wird u. a. Tracey Ullman ausgezeichnet.[19]

### Dienstag, 19. September 1989
- Agadez/Niger: Im Laderaum eines Flugzeugs vom Typ McDonnell Douglas DC-10 der Fluggesellschaft Union de Transports Aériens auf dem Weg von N’Djamena im Tschad nach Paris, Frankreich, mit 170 Personen an Bord ereignet sich eine Explosion, die zu Schäden in der Flugzeughülle führt. Die Maschine stürzt in die Ténéré-Wüste. Es gibt keine Überlebenden.[20]

### Donnerstag, 21. September 1989
- Berlin/Deutschland: Das Ministerium des Innern der DDR lehnt den Antrag des Neuen Forums auf Zulassung als Wählergruppe ab. Charakter und Zielstellung der Vereinigung sind in den Augen der regierenden Sozialistischen Einheitspartei Deutschlands nicht mit der Verfassung der DDR vereinbar. Um Wählerstimmen zu erhalten, muss weiterhin der Weg über die Nationale Front bestritten werden, deren Kandidaten von staatlicher Stelle selektiert werden.[21]

### Freitag, 22. September 1989

22. 9.: Die Sowjetunion blockiert die „Stasi“ der DDR

- Berlin/Deutschland: Das De-facto-Staatsoberhaupt der DDR Erich Honecker befiehlt den führenden Vertretern der SED auf Bezirksebene, circa 85.000 vom Ministerium für Staatssicherheit gelistete Menschen mit „verfestigter feindlich-negativer Einstellung zur DDR“ zu „isolieren“. Die Sowjetunion verweigert ihre Zustimmung und der Befehl wird nicht umgesetzt.[22][23]
- Prag/Tschechoslowakei: Die Bundesrepublik Deutschland (BRD) schließt ihre Botschaft in Prag für den Publikumsverkehr, da sich immer mehr ausreisewillige Bürger der Deutschen Demokratischen Republik (DDR) auf das Gelände der Botschaft begeben, um ihre Übersiedlung in die BRD zu erreichen. Zwei weitere diplomatische Liegenschaften der BRD sind ebenfalls wegen so genannter „Botschaftsflüchtlinge“ geschlossen – die Ständige Vertretung der Bundesrepublik in der DDR seit dem 8. August und die Botschaft der Bundesrepublik in der ungarischen Hauptstadt Budapest seit dem 14. August.[24]

### Samstag, 23. September 1989
- Berlin/Deutschland: Das Ministeriums für Staatssicherheit der DDR betrachtet die Weiterverbreitung des Aufrufs zur Gründung der Wählergruppe Neues Forum ab heute als Straftat. Der Gründungsaufruf beginnt mit dem Satz: „In unserem Land ist die Kommunikation zwischen Staat und Gesellschaft offensichtlich gestört.“ Ziel des Neuen Forums ist die Einführung der Demokratie in der Deutschen Demokratischen Republik.[25]

### Dienstag, 26. September 1989
- Kambodscha: Vietnam zieht sich nach rund elf Jahren Krieg in Kambodscha – scheinbar – aus seinem westlichen Nachbarland zurück. Während die Unterstützung für den ehemaligen Diktator Pol Pot zum Erliegen gekommen ist, bleibt die zukünftige Rolle des einst von der Sowjetunion und von Vietnam geförderten aktuellen kambodschanischen Staatsratsvorsitzenden Heng Samrin offen.[26]

### Mittwoch, 27. September 1989
- Tunis/Tunesien: Präsident Zine el-Abidine Ben Ali ernennt Justizminister Hamed Karoui zum Nachfolger des Ministerpräsidenten Hédi Baccouche. Der alte und der neue Regierungschef gehören dem Führungskreis der Konstitutionellen Demokratischen Sammlung an, die indirekt von Ben Ali gelenkt wird.[27]

### Samstag, 30. September 1989
- Prag/Tschechoslowakei: Der Außenminister der Bundesrepublik Deutschland Hans-Dietrich Genscher verkündet vom Balkon der bundesdeutschen Botschaft herab tausenden Bürgern der DDR, die in der Hoffnung auf eine Flucht in die Bundesrepublik auf das Gelände der Botschaft eindrangen, dass ihre Ausreise durch erfolgreiches Verhandeln mit Vertretern der DDR, der Sowjetunion und der Tschechoslowakei möglich wurde. Die Ausreise in die Bundesrepublik soll per Zug über das Gebiet der DDR stattfinden. Der erste Sonderzug verlässt Prag um 20.50 Uhr.[28]

## Weblinks

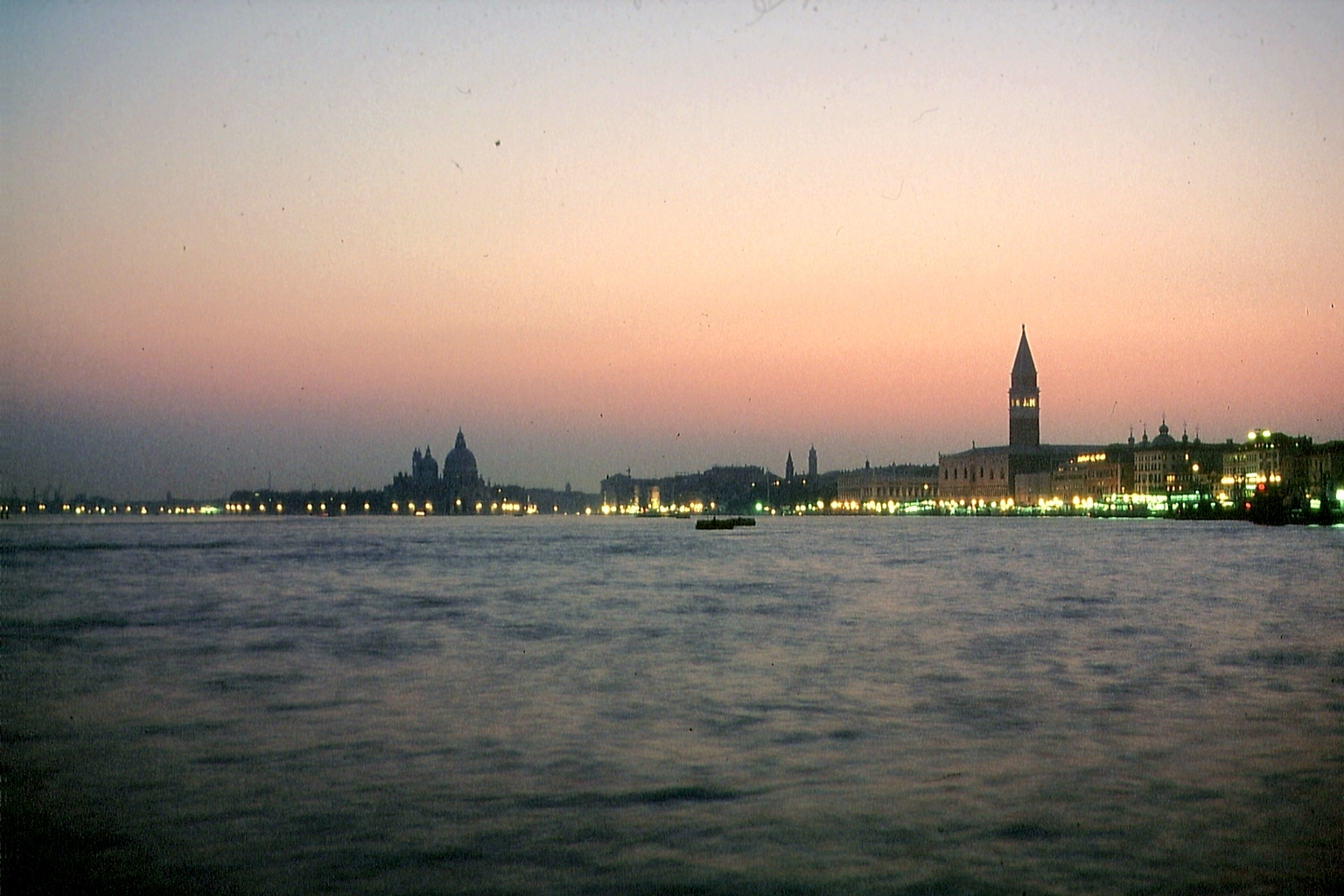
Italien im September 1989